# آيت سعدلي سرو (كروشن)
آيت سعدلي سرو هي إحدى مشيخات المملكة المغربية، تتبع جغرافيا لإقليم خنيفرة وإداريًا لكروشن. يقدر عدد سكانها بـ 1846 نسمة حسب الإحصاء الرسمي للسكان والسكنى لسنة 2004.